# Conservatorio di Leopoli
L'Accademia nazionale di Leopoli Mykola Lysenko (in ucraino Львівська національна музична академія імені Миколи Лисенка?, L'vivs'ka nacional'na muzyčna akademija imeni Mykoly Lysenka; in russo Льво́вская национа́льная музыка́льная акаде́мия и́мени Никола́я Лы́сенко?, L'vóvskaja nacionál'naja muzykál'naja akadémija imeni Nikolaja Lýsenko) è un conservatorio statale ucraino di Leopoli, dedicato al musicista ucraino Mykola Vіtalіjovyč Lysenko.
È colloquialmente noto come Conservatorio di Leopoli.

## Storia
Il LNMA Mykola Lysenko affonda le sue origini nelle precedenti istituzioni musicali di Leopoli, risalenti al XIX secolo, quando Franz Xaver Mozart creò la Società Santa Cecilia.
Nel 1838 fu creata la prima società musicale di Leopoli con il nome di Società per l'insegnamento della musica in Galizia. Questa nel 1848 era diventata la Società Musicale Galizia. Nel 1854 la società aprì il suo Conservatorio di musica. Il suo primo direttore era il pianista e compositore Karol Mikuli, allievo di Chopin, e in diversi anni tra gli insegnanti ci furono Ludwig Marek, Mieczysław Sołtys, suo figlio Adam Sołtys, Henryk Melcer-Szczawiński, Józef Koffler, Ludomir Różycki, Vilém Kurz, Jan Gallo, Wilhelm Stengel ed altri. L'elenco degli ex-alunni comprende alcuni dei musicisti più rinomati dell'Ottocento e del primo Novecento dell'Europa centrale. Tra loro c'erano i compositori Zdzisław Jachimecki, Vasyl Barvinsky e Roman Palester; pianisti come Moritz Rosenthal, Mieczysław Horszowski, Raoul Koczalski, Stefan Askenase, and Aleksander Michałowski; e cantanti come Adam Didur (basso), Solomija Krušel'nyc'ka (soprano), Aleksander Myszuga (tenore), Marcelina Sembrich (soprano di coloratura). Tra i diplomati di rilievo c'erano anche Irena Anders, Olga Drahonowska-Małkowska, Henryk Mikolasch, Zofia Terné ed Ida Fink.
Poiché l'istruzione nella maggior parte degli istituti di istruzione superiore nella Galizia austro-ungarica veniva svolta principalmente in lingua polacca e tedesca, nel 1903 la minoranza ucraina di Leopoli fondò un Istituto Musicale Superiore separato di Mykola Lysenko. Tra i suoi insegnanti figuravano Stanislav Ljudkevyč e Vasyl' Barvins'kyj e tra gli studenti c'erano Roman Savyc'kyj, Darija Gordinskaja-Karanovič e Halyna Levic'ka.
Allo stesso tempo la Società Musicale Galiziana continuò ad esistere e prosperare e presto fu ribattezzata Società Musicale Polacca di Leopoli. Il suo conservatorio, che finanziava le operazioni quotidiane della società, si trasferì in un nuovo edificio in via Chorążczyzny (attualmente occupato dalla Filarmonica Regionale di Leopoli). In parte grazie agli insegnanti della Società, nel 1911 l'Università di Leopoli aprì una facoltà di musicologia, guidata dal musicologo Adolf Chybiński. Durante la prima guerra mondiale, il conservatorio continuò a funzionare, ma l'occupazione russa della città costrinse la maggior parte dei suoi studenti e insegnanti a un breve esilio. Una filiale di breve durata della Società Polacca di Musica fu aperta a Vienna. Dopo la guerra, entrambe le società polacche e ucraine continuarono a coesistere fino al 1939. In seguito all'invasione congiunta nazista e sovietica della Polonia, la città era stata occupata dall'Unione Sovietica. Entrambe le società furono fuse con la facoltà di musicologia dell'Università in un nuovo Conservatorio Statale di Leopoli, M.V. Lysenko (in russo Львовская государственная консерватория им. Н. В. Лысенко?).
Dopo la guerra la città fu definitivamente annessa all'Unione Sovietica e il conservatorio continuò a esistere in un edificio precedentemente occupato dall'Accademia del Commercio Estero di Leopoli. Tuttavia, dopo il 1944 la maggior parte dei suoi insegnanti e studenti polacchi furono espulsi, costretti ad emigrare e continuarono la loro carriera nella Polonia del dopoguerra o all'estero. Allo stesso modo alcuni insegnanti ucraini dell'Istituto Superiore di Musica continuarono le attività in esilio a New York, dal 1947, sotto la guida di Roman Savyc'kyj (1907-1960), creando The Ukrainian Music Institute of America.
Dopo la guerra tra gli insegnanti di Leopoli figurava Vsevolod Zaderackij. Dal 1992 il conservatorio fu chiamato Istituto Superiore di Musica di Stato. M.V. Lysenko e fu cambiato nel 2000 in Accademia Musicale Statale di Leopoli M.V. Lysenko. Il 13 settembre 2007 il presidente ucraino Viktor Juščenko ha firmato un decreto che conferisce lo status nazionale all'Accademia di Musica Statale di Leopoli.
Tra gli insegnanti recenti e attuali della LNMA figurano: i compositori Mykola Kolessa, Myroslav Skoryk, i direttori Jurij Luciv e Marija Bojko, l'organista Vladimir Ignatenko, il professore di canto Ihor Kušpler, la violinista Lidija Šutko, il direttore Ihor Pylatjuk, il pianista Oleg Krištals'kyj, la pianista Marija Krušelnyc'ka, il pianista Josef Ermin, la pianista Etella Čuprik ed altri.

## Direttori
- Karol Mikuli
- Mieczyslaw Soltys (1899–1929)
- Adam Soltys (1929–1939)

## Insegnanti di rilievo
- Chadžera Avidzba, il primo pianista professionista dell'Abcasia
- Aleksandr Ėjdel'man
- Volodymyr Flys, compositore corale
- Oleksandr Kozarenko
- Vilém Kurz
- Stanislav Ljudkevič
- Stefanija Pavlyšyn

## Ex alunni di rilievo
- Marcella Sembrich 1858–1935, soprano
- Solomija Krušel'nyc'ka 1872–1952, soprano
- Bertha Kalich 1874–1939, attrice
- Eduard Steuermann 1892–1964, pianista
- Stefan Askenase 1896–1985, pianista
- Vladimir Ivasjuk 1949–1979, compositore
- Ruslana, cantante pop ucraina
- Shen Zhou, cantante pop cinese